# Lamminjärvi (sjö i Kangasala, Birkaland)
Lamminjärvi är en sjö i kommunen Kangasala i landskapet Birkaland i Finland. Sjön ligger 106,1 meter över havet. Arean är 57 hektar och strandlinjen är 7,5 kilometer lång. Sjön  ingår i Kumo älvs huvudavrinningsområde.   Den ligger omkring 52 km öster om Tammerfors och omkring 150 km norr om Helsingfors. 